# Stefano Eranio
Stefano Eranio (ur. 29 grudnia 1966 w Genui) – włoski piłkarz występujący na pozycji pomocnika. Niegdyś czołowy zawodnik A.C. Milan i Derby County F.C. W latach 1990–1997 występował w reprezentacji Włoch, dla której w 20 spotkaniach zdobył trzy bramki. Został wybrany do jedenastki wszech czasów klubu Derby County.

## Życiorys

### Kluby
Stefano Eranio rozpoczął swoją profesjonalną karierę w klubie Genoa CFC w sierpniu 1984 roku. Pierwsze pięć sezonów w Genui spędził grając Serie B. W 1989 roku awansował wraz ze swoją drużyną do Serie A. Po ośmiu latach w sierpniu 1992 roku przeszedł do czołowego włoskiego klubu AC Milan. W Mediolanie wywalczył trzy mistrzowskie tytuły (1993, 94 i 96) Jest 3-krotnym zdobywcą SuperPucharu Włoch (1992,93,94). W sezonie 1993-94 zdobył z Milanem Puchar Europy (4-0 z FC Barcelona). Zagrał także w dwóch przegranych finałach Ligi Mistrzów. Pierwszy w 1992-93 kiedy to AC Milan przegrał 0-1 z Olympique de Marseille oraz drugi w 1994-95 przegrany z Ajaxem Amsterdam 0-1.
W maju 1997 przeszedł na zasadzie wolnego transferu do Angielskiego klubu Derby County, gdzie stał się ulubieńcem fanów. W Premier League zadebiutował 9 sierpnia 1997 przeciwko Blackburn Rovers. Pierwszego ligowego gola dla Derby zdobył 30 sierpnia 1997 w meczu z Barnsley. Eranio po sezonie 2000/01 planował zakończyć karierę, lecz menedżer Derby Jim Smith przekonał go, aby przedłużył swój kontrakt z klubem. Kiedy jednak w październiku 2001 Jim Smith odszedł z klubu, Eranio postanowił definitywnie zakończyć karierę.

### Kadra Narodowa
Eranio zadebiutował w drużynie narodowej 22 grudnia 1990 w meczu przeciwko reprezentacji Cypru w ramach eliminacji do finałów Mistrzostw Europy 1992 roku.Mecz zakończył się zwycięstwem Włoch 4-0. Pierwszego gola strzelił w meczu przeciwko Holandii 9 września 1992. Włochy wygrały 3-2.
29 marca 1997 roku, Eranio zagrał ostatni reprezentacyjny mecz przeciwko Mołdawii wygrany 3-0 .Jego dorobek w kadrze narodowej to 20 występów, 3 gole.